# Santa Fe (paroisse civile)
Pour les articles homonymes, voir Santa Fe.
Santa Fe est l'une des trois divisions territoriales et statistiques dont l'une des deux paroisses civiles de la municipalité de San Rafael de Onoto dans l'État de Portuguesa au Venezuela. Sa capitale est Santa Fe.